# Вільненська сільська рада (Нижньосірогозький район)
Ві́льненська сільська́ ра́да — адміністративно-територіальна одиниця та орган місцевого самоврядування в Нижньосірогозькому районі Херсонської області. Адміністративний центр — село Вільне.

## Загальні відомості
Вільненська сільська рада утворена в 1967 році.
- Територія ради: 122,279 км²
- Населення ради: 944 особи (станом на 2001 рік)

## Населені пункти
Сільській раді були підпорядковані населені пункти:
- с. Вільне
- с. Змагання
- с. Новорогачинське

## Склад ради
Рада складалася з 14 депутатів та голови.
- Голова ради: Куріна Світлана Василівна
- Секретар ради: Ляшенко Ірина Миколаївна

### Керівний склад попередніх скликань
| Прізвище, ім'я, по батькові | Основні відомості                                                         | Дата обрання | Дата звільнення |
| --------------------------- | ------------------------------------------------------------------------- | ------------ | --------------- |
| Сизова Ольга Іванівна       | Сільський голова, 1956 року народження, освіта вища, член Партії регіонів | 26.03.2006   | 31.10.2010      |
| Сизова Ольга Іванівна       | Сільський голова, 1956 року народження, освіта вища, член Партії регіонів | 31.10.2010   |                 |

Примітка: таблиця складена за даними сайту Верховної Ради України

### Депутати
За результатами місцевих виборів 2010 року депутатами ради стали:

#### За суб'єктами висування
| Суб'єкт висування                              | Кількість обраних депутатів | %    |
| ---------------------------------------------- | --------------------------- | ---- |
| Партія регіонів                                | 7                           | 50   |
| Народна партія                                 | 5                           | 35,7 |
| Комуністична партія України                    | 1                           | 7,1  |
| Соціал-демократична партія України (об'єднана) | 1                           | 7,1  |

#### За округами
| № округу                                       | Прізвище, ім'я, по батькові    | Дата визнання обраним | Освіта  | Партійна приналежність                                | Відомості про обраного депутата                             |
| ---------------------------------------------- | ------------------------------ | --------------------- | ------- | ----------------------------------------------------- | ----------------------------------------------------------- |
| Комуністична партія України                    |                                |                       |         |                                                       |                                                             |
| 13                                             | Андреєв Сергій Васильович      | 03.11.2010            | середня | член Комуністичної партії України                     | тимчасово не працює                                         |
| Народна Партія                                 |                                |                       |         |                                                       |                                                             |
| 2                                              | Анодіна Тетяна Вікторівна      | 03.11.2010            | вища    | член Народної партії                                  | ТОВ «Відродження», комірник                                 |
| 3                                              | Кравченко Анатолій Іванович    | 03.11.2010            | середня | член Народної партії                                  | ТОВ «Відродження», водій                                    |
| 5                                              | Євстафієва Оксана Дмитрівна    | 03.11.2010            | вища    | член Народної партії                                  | ТОВ «Відродження», секретар                                 |
| 9                                              | Самайкіна Маргарита Віталіївна | 03.11.2010            | вища    | член Народної партії                                  | ТОВ «Відродження», бухгалтер                                |
| 12                                             | Тарасюк Іван Іванович          | 03.11.2010            | вища    | член Народної партії                                  | ТОВ «Відродження», головний агроном                         |
| Партія регіонів                                |                                |                       |         |                                                       |                                                             |
| 1                                              | Бунга Лариса Григорівна        | 03.11.2010            | вища    | член Партії регіонів                                  | Вільненський фельдшерсько-акушерський пункт, медична сестра |
| 4                                              | Ковач Віра Іванівна            | 03.11.2010            | вища    | член Партії регіонів                                  | Вільненська загальноосвітня школа I-III ст., вчитель        |
| 7                                              | Дудка Людмила Єгорівна         | 03.11.2010            | вища    | член Партії регіонів                                  | тимчасово не працює                                         |
| 8                                              | Ляшенко Ірина Миколаївна       | 03.11.2010            | вища    | член Партії регіонів                                  | Вільненська сільська рада, секретар                         |
| 10                                             | Мокіч Алла Юріївна             | 03.11.2010            | вища    | член Партії регіонів                                  | пенсіонер                                                   |
| 11                                             | Богославец Володимир Дмитрович | 03.11.2010            | середня | член Партії регіонів                                  | одноосібник                                                 |
| 14                                             | Шаповалова Олена Григорівна    | 03.11.2010            | вища    | член Партії регіонів                                  | Дошкільний дитячий заклад, вихователь                       |
| Соціал-демократична партія України (об'єднана) |                                |                       |         |                                                       |                                                             |
| 6                                              | Максименко Геннадій Вікторович | 03.11.2010            | вища    | член Соціал-демократичної партії України (об'єднаної) | приватний підприємець                                       |

## Населення
Згідно з переписом УРСР 1989 року чисельність наявного населення сільської ради становила 929 осіб, з яких 450 чоловіків та 479 жінок.
За переписом населення України 2001 року в сільській раді мешкало 929 осіб.

### Мова
Розподіл населення за рідною мовою за даними перепису 2001 року:
| Мова       | Відсоток |
| ---------- | -------- |
| українська | 81,78 %  |
| російська  | 6,57 %   |
| білоруська | 0,42 %   |
| молдовська | 0,21 %   |
| гагаузька  | 0,11 %   |
| інші       | 10,91 %  |